# Wierix (famiglia)

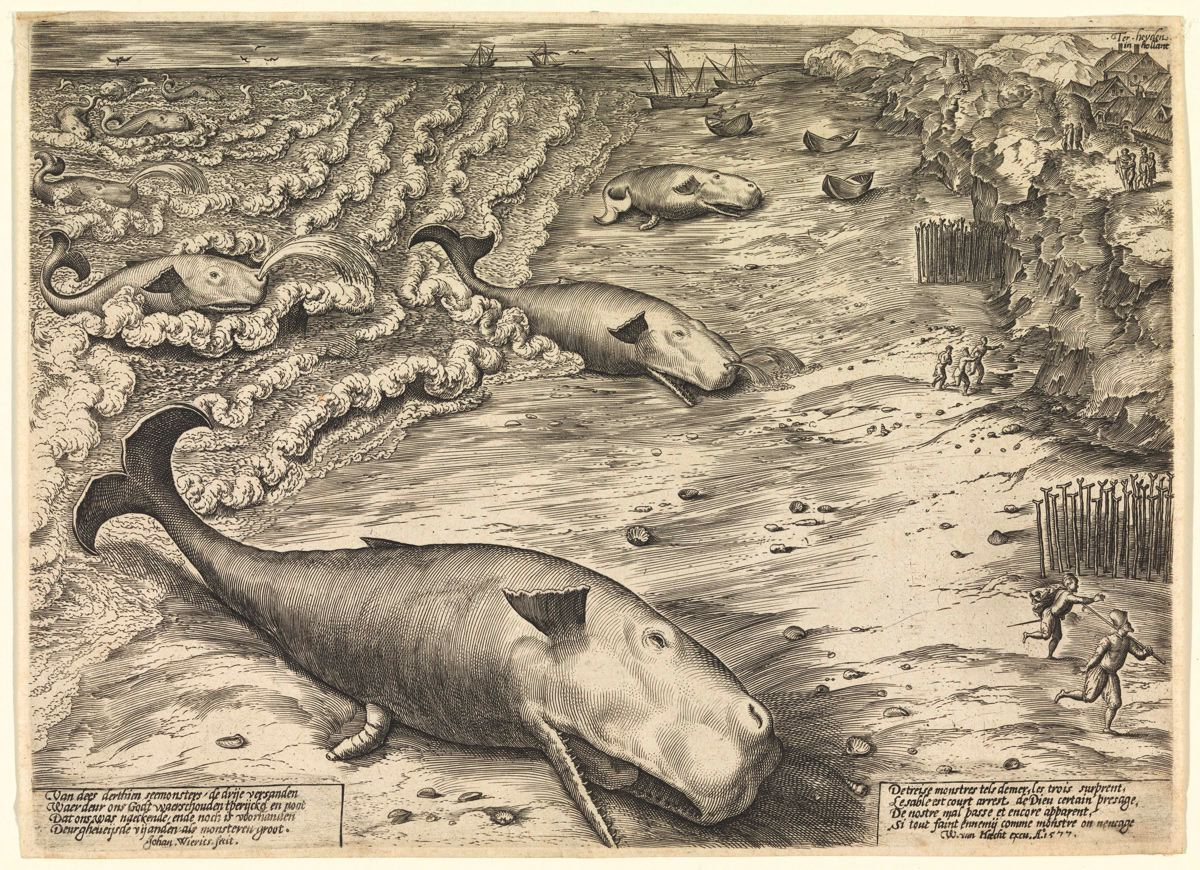
Tre balene spiaggiate, di Johannes Wierix

La famiglia Wierix, talvolta indicata anche come Wiericx, era una famiglia fiamminga di artisti stampatori e incisori, attiva ad Anversa e a Bruxelles tra il tardo XVI secolo e gli inizi del XVII.
La prima generazione di incisori era costituita dai tre figli del poco conosciuto pittore Anton Wierix I: 
- Johannes Wierix (chiamato anche Jan o Hans) Wierix (1549 – 1618 circa),
- Hieronymus Wierix (1553–1619),
- Anton II (o Anthony II) Wierix (circa 1552 – circa 1604).

Il figlio di Anton II, Anton III Wierix (1596–1624), completa l'elenco degli incisori della famiglia, anche se la precoce scomparsa non gli consentì una produzione numerosa di opere. Furono tutti molto produttivi, avendo realizzato in tutto 2.333 incisioni, il maggior numero realizzate da Johannes. I membri della famiglia Wierix erano noti per la loro attenzione ai dettagli e alla tecnica superba.

## Storia

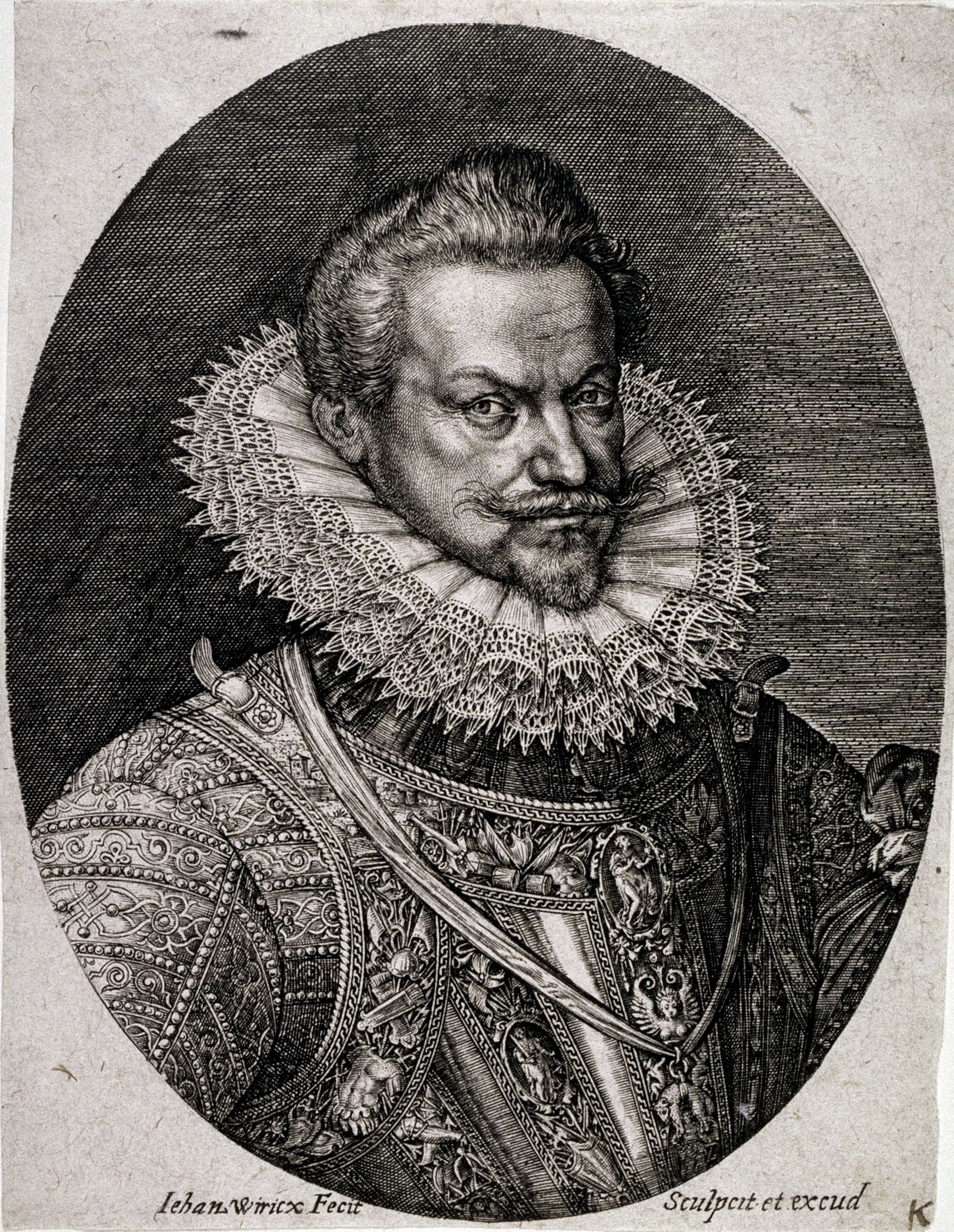
Filippo Guglielmo d'Orange, di Johannes Wierix

Johannes e Hieronymus sembra avessero iniziato lo studio insieme e, sebbene Hieronymus fosse più giovane di quattro anni, fu in grado di tenere il passo con suo fratello. Anche per l'epoca erano precoci, avendo realizzato copie molto belle da altre stampe all'età di 12 anni nel caso di Hieronymus e di 16 per Johannes (come apprendisti non avrebbero dovuto firmare il lavoro, ma aggiunsero la loro età e una data). Le loro copie di incisioni di Albrecht Dürer di questo periodo sono ancora apprezzate dai collezionisti. Chi fosse il loro maestro non è noto - è improbabile che fosse il loro padre, che era entrato nel gruppo degli artisti di Anversa della Corporazione di San Luca nel 1545/6, ma era registrato come ebanista. Johannes e Hieronymus inizialmente lavorarono alla produzione di illustrazioni di libri per la grande impresa editoriale di Christophe Plantin ad Anversa. Hieronymus fu pagato per la prima volta da Plantin nel 1570, ed entrambi si unirono agli artisti di Anversa della Corporazione di San Luca nel 1572/3.
Johannes ebbe probabilmente come allievo Anton II, e Hieronymus, Anton III. I fratelli lavorarono spesso assieme, ma Johannes si spostò a Delft dal 1577–79, probabilmente a seguito del Sacco di Anversa del 1576, nota anche come furia spagnola. Ritornò quindi ad Anversa per circa 20 anni – forse il suo periodo migliore – e si spostò brevemente a L'Aia prima di stabilirsi a Bruxelles, intorno alla fine del secolo, dove rimase fino alla sua morte.
I fratelli vennero definiti luterani intorno al 1585, ma successivamente realizzarono molti lavori per i gesuiti, probabilmente convertiti, o riconvertiti al cattolicesimo dopo quella data.
Tutti e tre, ma in particolare Hieronymus, erano descritti dai contemporanei come conduttori di vite disordinate e avevano pesanti precedenti penali, soprattutto per ubriachezza e simili, ma Hieronymus trascorse diversi mesi in prigione nel 1579-80 per un assalto accidentalmente fatale, da ubriachezza, ad una cameriera in una taverna. Potrebbero essere stati lasciati andare da Plantin per questo motivo, dato che in una sua famosa lettera si lamentava del fatto che avevano lavorato solo per qualche giorno per raccogliere abbastanza soldi per sparire nelle taverne, dove avrebbe dovuto cercarli, pagare i loro conti e ottenere i loro strumenti a tasso lombard. Tuttavia, la produttività e la qualità del loro lavoro danno un'immagine piuttosto diversa. Via via che crescevano condussero una vita più regolare, tutti sposati con diversi bambini, e probabilmente tutti in una loro bottega con assistenti. Il ritrattista Michiel van Mierevelt iniziò la sua formazione con Hieronymus, anche se presto si trasferì presso un altro maestro. Il padre di Samuel van Hoogstraten fu un altro allievo di Hieronymus. Tra gli allievi di Johannes ci fu Hendrick Hondius (1573 - 1650 circa). Dopo la morte di Anton II, relativamente giovane, nel 1604, Hieronymus prese le sue incisioni e si occupò del nipote Anton III. La morte di Anton III, a un'età ancora più giovane, portò alla fine dell'attività della famiglia, sebbene almeno una delle tante figlie dei fratelli avesse sposato un incisore.

## Opere

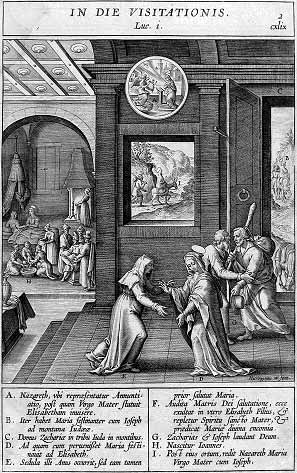
Scene da Vita della Vergine, 1593. Natività di Maria sullo sfondo a sinistra, Incontro di Maria e Elisabetta, in primo piano.

I fratelli lavorarono per diversi editori, ma pubblicarono anche le loro stampe, per quasi la metà della loro produzione: Hieronymus pubblicò circa 650 stampe, Johannes 325 e Anton II 125. Johannes fece più lavori per Plantin che Hieronymus, per un totale di oltre 120 tavole nel 1576. La maggior parte dei loro lavori era basata su composizioni di altri artisti, che si trattasse di un dipinto, un disegno o una stampa. In ambiziose composizioni originali, i fratelli non potevano eguagliare il lavoro del loro contemporaneo Hendrick Goltzius e di altri incisori olandesi, e produssero poche opere di questo tipo.
La loro associazione con i gesuiti cominciò con le illustrazioni per Adnotationes et Meditationes in Evangelia, un progetto avviato dal fondatore dell'ordine, Ignazio di Loyola prima della sua morte nel 1556. Aveva chiesto al gesuita letterato Jerome Nadal di preparare il testo, e 154 disegni erano stati prodotti da vari artisti, per lo più italiani. Plantin aveva acconsentito a pubblicare l'opera, ma con l'interruzione della furia spagnola del 1576, non lo realizzò per il sopraggiungere della sua morte. Dopo aver tentato di trovare incisori altrove, i Gesuiti, nella persona di don Ferdinando Ximenez (destinatario del famoso personaggio di riferimento per i fratelli sopra menzionati), accolsero i fratelli. Le stampe furono infine pubblicate in un volume separato dal testo del 1593, le Evangelicae Historiae Imagines ("Immagini delle storie del Vangelo") e furono ancora ristampate nel XVIII secolo. Erano intese come modelli di fedeli raffigurazioni degli episodi dei Vangeli, e in parte come una risposta alle critiche protestanti sulla tradizione iconografica cattolica. L'apparente ambientazione della maggior parte delle scene interne nella casa di un ricco mercante di Anversa non contribuisce all'effetto desiderato agli occhi moderni. Tra le copie c'era una versione stampata da matrice in legno realizzata da missionari gesuiti in Cina, e l'edizione regalata all'imperatore dell'Etiopia ebbe una considerevole influenza sull'iconografia degli artisti locali. Seguirono altri lavori Oper i gesuiti. Hieronymus, in particolare, si specializzò in piccole scene religiose.
Oltre alle opere religiose, i Wierix divennero "i principali fornitori di ritratti su piccola scala nei Paesi Bassi", anche se solo Johannes sembra abbia realizzato disegni dalla vita reale, e la maggior parte dei suoi ritratti sono copiati da dipinti, disegni o stampe di altri (molto spesso di personaggi internazionali). Alcuni dei disegni di Johannes furono fatti incidere, ma altri furono venduti come oggetti finiti. Il British Museum ne ha 44, tra cui 19 che illustrano il Libro della Genesi, e una grande composizione di Diana sorpresa da Atteone. La maggior parte sono su pergamena.